# 결혼식 후에
"결혼식 후에"는 2009년에 개봉한 한일 합작 영화이다.

## 캐스팅
- 신성우 : 김지홍 역
- 예지원 : 이유리 역
- 배수빈 : 김성호 역
- 김보경 : 한성주 역
- 이해영 : 최형우 역
- 서유정 : 최민희 역
- 윤희석 : 박경호 역
- 차수연 : 김정희 역
- 고아성 : 김미래 역
- 김무열 : 김현준 역
- 윤소정 : 박옥순 역
- 김다인 : 유재연 역
- 이화선 : 박혜령 역
- 문성혁 : 경찰관 역
- 이건 : 사무장 역
- 이일섭 : 지홍 큰아버지 역
- 정재진 : 신주 역
- 판유걸 : 학생 역
- 공정환 : 사채업자 1 역
- 이정훈 : 사채업자 2 역